# Astafjorden
Astafjorden, nonostante il nome che porta a considerarlo come fiordo, è propriamente un braccio di mare lungo circa 40 km che fa parte della contea di Troms, la più settentrionale delle contee della Norvegia.

## Descrizione
L'Astafjorden è uno stretto o braccio di mare che separa le isole di Andørja e Rolla dalla terraferma norvegese; dal punto di vista amministrativo ricade sotto il territorio di cinque comuni: Ibestad a nord, Tjeldsund, Gratangen, Lavangen e Salangen a sud.
Lo stretto è lungo 8 km e va dall'estremità meridionale del Vågsfjord a ovest, passando a sud delle isole Rolla e Andørja e continuando a nord-est verso il fiordo Salangen, che arriva fino al Sagfjord, nel comune di Salangen.
Dall'Astafjorden si diramano quattro bracci: a nord lo stretto Bygda, tra le isole Rolla e Andørja; a sud Grovfjord, Gratangen e Lavangen. All'estremità nord-orientale, dove il Mjøsund si dirama verso nord, l'Astafjorden sfocia nel fiordo Salangen che è orientato in direzione nord-est.

## Etimologia
Il fiordo e l'ex municipalità di Astafjord, derivano il loro nome dalla fattoria Ånstad, e in lingua norrena veniva chiamato Arnastaðafjǫrðr. La parola è composta dal nome maschile Arna o Arne; staða significa "fattoria", mentre fjǫrðr è il "fiordo". La denominazione nel suo insieme indica quindi il "fiordo della fattoria di Arne".